# Llista d'asteroides/167301-167400
| Nom      | Designació provisional | Data de descobriment   | Lloc de descobriment | Descobridor/s |
| -------- | ---------------------- | ---------------------- | -------------------- | ------------- |
| 167301 - | 2003 UB217             | 21 d'octubre de 2003   | Palomar              | NEAT          |
| 167302 - | 2003 UG218             | 21 d'octubre de 2003   | Socorro              | LINEAR        |
| 167303 - | 2003 UJ222             | 22 d'octubre de 2003   | Socorro              | LINEAR        |
| 167304 - | 2003 UE223             | 22 d'octubre de 2003   | Socorro              | LINEAR        |
| 167305 - | 2003 UO227             | 23 d'octubre de 2003   | Kitt Peak            | Spacewatch    |
| 167306 - | 2003 UU228             | 23 d'octubre de 2003   | Anderson Mesa        | LONEOS        |
| 167307 - | 2003 UX232             | 24 d'octubre de 2003   | Socorro              | LINEAR        |
| 167308 - | 2003 UD233             | 24 d'octubre de 2003   | Kitt Peak            | Spacewatch    |
| 167309 - | 2003 UQ237             | 23 d'octubre de 2003   | Kitt Peak            | Spacewatch    |
| 167310 - | 2003 UP238             | 24 d'octubre de 2003   | Socorro              | LINEAR        |
| 167311 - | 2003 UE240             | 24 d'octubre de 2003   | Socorro              | LINEAR        |
| 167312 - | 2003 UG240             | 24 d'octubre de 2003   | Socorro              | LINEAR        |
| 167313 - | 2003 UV243             | 24 d'octubre de 2003   | Socorro              | LINEAR        |
| 167314 - | 2003 UU246             | 24 d'octubre de 2003   | Socorro              | LINEAR        |
| 167315 - | 2003 UA247             | 24 d'octubre de 2003   | Socorro              | LINEAR        |
| 167316 - | 2003 UH247             | 24 d'octubre de 2003   | Socorro              | LINEAR        |
| 167317 - | 2003 UD250             | 25 d'octubre de 2003   | Socorro              | LINEAR        |
| 167318 - | 2003 UO252             | 26 d'octubre de 2003   | Kitt Peak            | Spacewatch    |
| 167319 - | 2003 UH256             | 25 d'octubre de 2003   | Socorro              | LINEAR        |
| 167320 - | 2003 UV257             | 25 d'octubre de 2003   | Socorro              | LINEAR        |
| 167321 - | 2003 UO259             | 25 d'octubre de 2003   | Socorro              | LINEAR        |
| 167322 - | 2003 UU259             | 25 d'octubre de 2003   | Socorro              | LINEAR        |
| 167323 - | 2003 UE263             | 27 d'octubre de 2003   | Anderson Mesa        | LONEOS        |
| 167324 - | 2003 UG263             | 27 d'octubre de 2003   | Anderson Mesa        | LONEOS        |
| 167325 - | 2003 UM264             | 27 d'octubre de 2003   | Socorro              | LINEAR        |
| 167326 - | 2003 UV267             | 28 d'octubre de 2003   | Socorro              | LINEAR        |
| 167327 - | 2003 UU268             | 28 d'octubre de 2003   | Socorro              | LINEAR        |
| 167328 - | 2003 UU270             | 17 d'octubre de 2003   | Palomar              | NEAT          |
| 167329 - | 2003 UC275             | 29 d'octubre de 2003   | Socorro              | LINEAR        |
| 167330 - | 2003 UT276             | 30 d'octubre de 2003   | Socorro              | LINEAR        |
| 167331 - | 2003 UX276             | 30 d'octubre de 2003   | Socorro              | LINEAR        |
| 167332 - | 2003 UG280             | 27 d'octubre de 2003   | Socorro              | LINEAR        |
| 167333 - | 2003 UM280             | 27 d'octubre de 2003   | Socorro              | LINEAR        |
| 167334 - | 2003 UF281             | 28 d'octubre de 2003   | Socorro              | LINEAR        |
| 167335 - | 2003 UH283             | 29 d'octubre de 2003   | Anderson Mesa        | LONEOS        |
| 167336 - | 2003 UA289             | 23 d'octubre de 2003   | Kitt Peak            | M. W. Buie    |
| 167337 - | 2003 UY289             | 23 d'octubre de 2003   | Kitt Peak            | M. W. Buie    |
| 167338 - | 2003 UR299             | 16 d'octubre de 2003   | Kitt Peak            | Spacewatch    |
| 167339 - | 2003 UN308             | 19 d'octubre de 2003   | Kitt Peak            | Spacewatch    |
| 167340 - | 2003 UT314             | 16 d'octubre de 2003   | Anderson Mesa        | LONEOS        |
| 167341 - | 2003 VG                | 3 de novembre de 2003  | Piszkéstető          | Piszkéstető   |
| 167342 - | 2003 VS1               | 1 de novembre de 2003  | Socorro              | LINEAR        |
| 167343 - | 2003 VN7               | 15 de novembre de 2003 | Kitt Peak            | Spacewatch    |
| 167344 - | 2003 VX7               | 9 de novembre de 2003  | Haleakala            | NEAT          |
| 167345 - | 2003 VG8               | 14 de novembre de 2003 | Palomar              | NEAT          |
| 167346 - | 2003 VU8               | 15 de novembre de 2003 | Kitt Peak            | Spacewatch    |
| 167347 - | 2003 WZ5               | 18 de novembre de 2003 | Palomar              | NEAT          |
| 167348 - | 2003 WV8               | 16 de novembre de 2003 | Kitt Peak            | Spacewatch    |
| 167349 - | 2003 WA9               | 16 de novembre de 2003 | Kitt Peak            | Spacewatch    |
| 167350 - | 2003 WL9               | 18 de novembre de 2003 | Kitt Peak            | Spacewatch    |
| 167351 - | 2003 WY16              | 18 de novembre de 2003 | Palomar              | NEAT          |
| 167352 - | 2003 WJ26              | 19 de novembre de 2003 | Palomar              | NEAT          |
| 167353 - | 2003 WR27              | 16 de novembre de 2003 | Kitt Peak            | Spacewatch    |
| 167354 - | 2003 WE28              | 16 de novembre de 2003 | Kitt Peak            | Spacewatch    |
| 167355 - | 2003 WZ30              | 18 de novembre de 2003 | Palomar              | NEAT          |
| 167356 - | 2003 WA32              | 18 de novembre de 2003 | Palomar              | NEAT          |
| 167357 - | 2003 WM34              | 19 de novembre de 2003 | Kitt Peak            | Spacewatch    |
| 167358 - | 2003 WD36              | 19 de novembre de 2003 | Kitt Peak            | Spacewatch    |
| 167359 - | 2003 WN38              | 19 de novembre de 2003 | Socorro              | LINEAR        |
| 167360 - | 2003 WQ40              | 19 de novembre de 2003 | Kitt Peak            | Spacewatch    |
| 167361 - | 2003 WK42              | 21 de novembre de 2003 | Socorro              | LINEAR        |
| 167362 - | 2003 WD45              | 19 de novembre de 2003 | Palomar              | NEAT          |
| 167363 - | 2003 WH46              | 18 de novembre de 2003 | Catalina             | CSS           |
| 167364 - | 2003 WJ47              | 18 de novembre de 2003 | Palomar              | NEAT          |
| 167365 - | 2003 WS48              | 19 de novembre de 2003 | Catalina             | CSS           |
| 167366 - | 2003 WL49              | 19 de novembre de 2003 | Socorro              | LINEAR        |
| 167367 - | 2003 WQ54              | 20 de novembre de 2003 | Socorro              | LINEAR        |
| 167368 - | 2003 WG58              | 18 de novembre de 2003 | Kitt Peak            | Spacewatch    |
| 167369 - | 2003 WE60              | 18 de novembre de 2003 | Palomar              | NEAT          |
| 167370 - | 2003 WB61              | 19 de novembre de 2003 | Kitt Peak            | Spacewatch    |
| 167371 - | 2003 WC61              | 19 de novembre de 2003 | Kitt Peak            | Spacewatch    |
| 167372 - | 2003 WK62              | 19 de novembre de 2003 | Kitt Peak            | Spacewatch    |
| 167373 - | 2003 WM64              | 19 de novembre de 2003 | Kitt Peak            | Spacewatch    |
| 167374 - | 2003 WM65              | 19 de novembre de 2003 | Kitt Peak            | Spacewatch    |
| 167375 - | 2003 WF66              | 19 de novembre de 2003 | Socorro              | LINEAR        |
| 167376 - | 2003 WH67              | 19 de novembre de 2003 | Kitt Peak            | Spacewatch    |
| 167377 - | 2003 WJ67              | 19 de novembre de 2003 | Kitt Peak            | Spacewatch    |
| 167378 - | 2003 WM67              | 19 de novembre de 2003 | Kitt Peak            | Spacewatch    |
| 167379 - | 2003 WW67              | 19 de novembre de 2003 | Kitt Peak            | Spacewatch    |
| 167380 - | 2003 WF68              | 19 de novembre de 2003 | Kitt Peak            | Spacewatch    |
| 167381 - | 2003 WL72              | 20 de novembre de 2003 | Socorro              | LINEAR        |
| 167382 - | 2003 WM72              | 20 de novembre de 2003 | Socorro              | LINEAR        |
| 167383 - | 2003 WY73              | 20 de novembre de 2003 | Socorro              | LINEAR        |
| 167384 - | 2003 WC75              | 20 de novembre de 2003 | Socorro              | LINEAR        |
| 167385 - | 2003 WX78              | 20 de novembre de 2003 | Socorro              | LINEAR        |
| 167386 - | 2003 WB79              | 20 de novembre de 2003 | Socorro              | LINEAR        |
| 167387 - | 2003 WN80              | 20 de novembre de 2003 | Socorro              | LINEAR        |
| 167388 - | 2003 WW84              | 19 de novembre de 2003 | Catalina             | CSS           |
| 167389 - | 2003 WN88              | 23 de novembre de 2003 | Needville            | Needville     |
| 167390 - | 2003 WT88              | 16 de novembre de 2003 | Kitt Peak            | Spacewatch    |
| 167391 - | 2003 WN91              | 18 de novembre de 2003 | Kitt Peak            | Spacewatch    |
| 167392 - | 2003 WV93              | 19 de novembre de 2003 | Anderson Mesa        | LONEOS        |
| 167393 - | 2003 WK95              | 19 de novembre de 2003 | Anderson Mesa        | LONEOS        |
| 167394 - | 2003 WU95              | 19 de novembre de 2003 | Anderson Mesa        | LONEOS        |
| 167395 - | 2003 WX96              | 19 de novembre de 2003 | Anderson Mesa        | LONEOS        |
| 167396 - | 2003 WZ98              | 20 de novembre de 2003 | Socorro              | LINEAR        |
| 167397 - | 2003 WL100             | 20 de novembre de 2003 | Socorro              | LINEAR        |
| 167398 - | 2003 WN101             | 21 de novembre de 2003 | Catalina             | CSS           |
| 167399 - | 2003 WX101             | 21 de novembre de 2003 | Socorro              | LINEAR        |
| 167400 - | 2003 WZ101             | 21 de novembre de 2003 | Socorro              | LINEAR        |